# باتريك سوفو
باتريك سوفو (بالفرنسية: Patrick Suffo)‏ (مواليد 17 يناير 1978) هو لاعب كرة قدم. يلعب مع منتخب الكاميرون لكرة القدم. سبق له أن لعب في كأس العالم لكرة القدم مع منتخب بلاده.

## روابط خارجية
- باتريك سوفو على موقع الاتحاد الدولي (مؤرشف)  (الإنجليزية)
- باتريك سوفو على موقع قاعدة بيانات كرة القدم.إي يو (الإنجليزية)
- باتريك سوفو على موقع ناشيونال فوتبول تيمز (الإنجليزية)
- باتريك سوفو على موقع Soccerbase.com (لاعب) (الإنجليزية)
- باتريك سوفو على موقع عالم كرة القدم.نت (الإنجليزية)
- باتريك سوفو على موقع أوليمبيديا (الإنجليزية)